# زینورو
زینورو (انگلیسی: Zinoro) شرکت خودروسازی چینی است، که در سال ۲۰۱۳ تأسیس شد.